# Michael Matthews (compositore)
Michael Matthews (Gander, 28 agosto 1950) è un compositore e docente canadese naturalizzato statunitense; ha vissuto in Canada dal 1985.

## Biografia
Matthews nacque a Gander, provincia di Terranova e Labrador, Canada. Tra i suoi insegnanti di composizione ci sono stati Larry Austin alla University of North Texas College of Music (ex North Texas State University), Ben Glovinsky alla California State University di Sacramento e Aurelio de la Vega alla California State University Northridge.
Dal 1985 al 2012 Matthews è stato responsabile della composizione presso la facoltà di musica Marcel A. Desautels presso l'Università di Manitoba a Winnipeg. Matthews è direttore d'orchestra e fondatore e direttore artistico della nuova serie musicale GroundSwell di Winnipeg. Dal 2002 al 2004 è stato compositore residente della Saskatoon Symphony Orchestra.
Matthews è membro della Canadian Electroacoustic Community, membro della Canadian League of Composers e compositore associato del Canadian Music Center. Divide il suo tempo tra Montréal e Berlino.

## Lavori
- and the sky caught per clarinetto (clarinetto basso), viola e pianoforte (2012)
- Six Poems of Novic Tadić per Mezzo Soprano e orchestra da camera (2008)
- El Viento Helado per Woodwind Quintet (2007)
- De Reflejo a Fulgor per pianoforte e nastro magnetico (2007)
- Einklang per due pianoforti (2007)
- Night Music per violino e pianoforte (2007)
- The Language of Water per orchestra d'archi (2006)
- The Skin of Night per sassofono e pianoforte (2006)
- 3 Duos (Book I) per violino e viola (2005)
- String Quartet No. 3 (2005)
- Symphony No. 3 (2005)
- Prince Kaspar Chamber Opera basata su un libretto di Per Brask (2005)
- Piano Quartet (2004)
- Away, Tear Away per quintetto di fiati e nastro magnetico (2003)
- Las Blancas Sombras per voce e chitarra (2003)
- String Quartet No. 2 (2003)
- Particles of One per violino e orchestra da camera (2002)
- Prelude to Macbeth per Orchestra (2002)
- Hommage à György Kurtág per 2 violini e 2 violoncelli (2002)
- Song Fragments per violoncello e pianoforte (2002)
- Symphony No. 2 (2001)
- On the Outer Edge per nastro magnetico (2001)
- Vertical Garden per flauto e nastro magnetico (2001)
- Wondering per viola solo (2001)
- Concerto for Cello (2001)
- Miniatures per quartetto d'archi (2000)
- Fantasy/Nocturne per pianoforte (1999)
- String Quartet No. 1 (1999)
- . . . of the rolling worlds per clarinetto basso e nastro magnetico (1999)
- Ernst Toller: Requiem per an Idea per violoncello e attore (1999)
- Partita — Images/Fragments per violino e pianoforte (1999)
- Into the Page of Night per Orchestra (1998)
- Concerto for pianoforte (1998)
- Lorca Sketches per orchestra d'archi (1997)
- Postlude per pianoforte (1997)
- Symphony No. 1 (1997)
- Two Interludes per Orchestra (1996)
- Deux chansons d'amour per voce e pianoforte (1996)
- Night Prairie per coro SATB (1995)
- In Emptiness, Over Emptiness per Soprano e nastro magnetico (1994)
- Two Night Pieces per quayttro voci maschili (1994)
- Layerings per vibrafono e nastro magnetico (1993)
- Scattered Mirrors per pianoforte (1993)
- Out of the Earth per Soprano e gruppo da camera (1993)
- Between the Wings of the Earth per orchestra da camera (1993)
- Rooms of Light per coro SATB (1992)
- Four Songs of Japan per soprano, viola e fortepiano (1991)
- Landscape per pianoforte e orchestra d'archi (1990)
- Of Time and Sky per pianoforte (1990)
- The First Sea per clarinetto basso e nastro magnetico (1989)
- Wind Sketches per ottetto di fiati (1988)
- The Far Field per Orchestra (1987)
- Fantasy per violino (1985)